# Nacaduba sidoma
Nacaduba sidoma är en fjärilsart som beskrevs av Hans Fruhstorfer 1916. Nacaduba sidoma ingår i släktet Nacaduba och familjen juvelvingar. Inga underarter finns listade i Catalogue of Life.